# Hermann Waldenburg

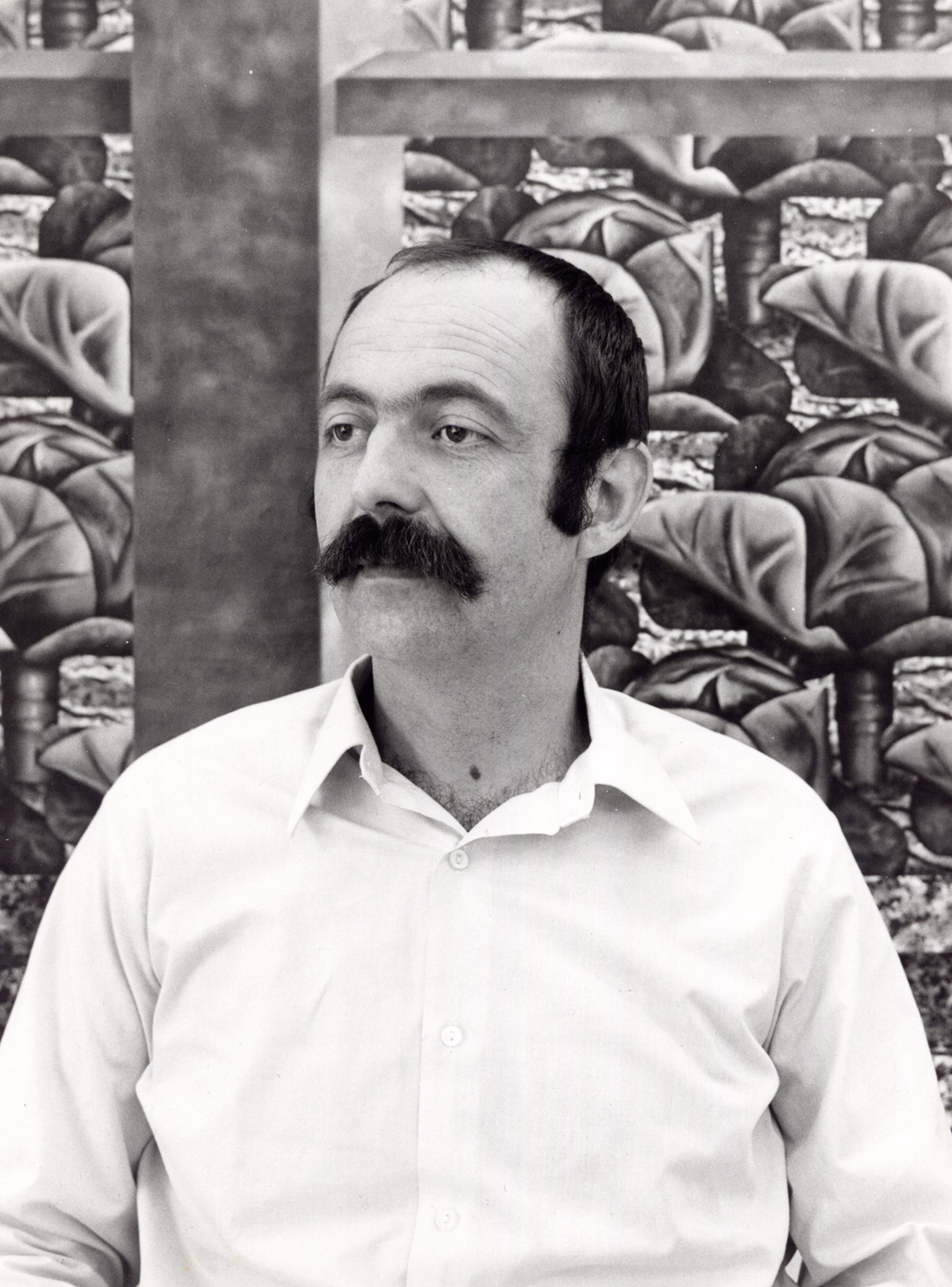
Hermann Waldenburg, 1978. Foto: Peter Ruppenthal

Hermann Waldenburg (* 22. Februar 1940 in Waldenburg, Schlesien als Hermann Vogt) ist ein deutscher Künstler und Designer.

## Leben
Nach der Realschule machte Hermann Waldenburg eine Ausbildung zum Schriftsetzer in Bochum. Zusätzlich besuchte er Abendsemester an der Folkwang Werkkunstschule in Essen. Von 1960 bis 1961 studierte er bei Manfred Henninger an der Staatlichen Akademie der Bildenden Künste in Stuttgart und von 1961 bis 1967  bei Wolf Hoffmann an der Staatlichen Hochschule für Bildende Künste in Berlin, wurde 1966 Meisterschüler von Hann Trier. Von 1963 bis 1964 machte er Reisen durch Mittelamerika und Mexiko. Ab 1965 wurde er Mitglied in der Selbsthilfegalerie Potsdamer in Berlin. 1968 legte er sich den Künstlernamen Waldenburg zu. Von 1969 bis 1970 erhielt er ein Stipendium des DAAD in Madrid und von 1973 bis 1974 ein Stipendium der Villa Massimo in Rom. 1973 erhielt Waldenburg den Kunstpreis der Böttcherstraße in Bremen und 1974 den Preis der Bundesrepublik Deutschland auf der 4. Internationalen Grafik Biennale in Florenz. 1978 wurde er Mitglied des Deutschen Künstlerbundes, an dessen Jahresausstellungen er zwischen 1972 und 1988 neunmal teilnahm. Von 1985 bis 2005 erhielt er eine Professur für freies und angewandtes Zeichnen und Malen an der Fachhochschule für Gestaltung in Augsburg. 1985 beendete Hermann Waldenburg seine künstlerische Tätigkeit und wendete sich der Gestaltung von Möbeln und Gebrauchsgegenständen zu, zählte ab Mitte der 1980er-Jahre zu den Protagonisten eines neuen deutschen Designs. 1988 wurde er Mitglied in der Designwerkstatt Berlin. 1989 entwickelte er Prototypen für ein Büro-Utensilien-Programm für Knoll International, New York. 1990 veröffentlichte Waldenburg den Fotoband Berliner Mauerbilder mit Aufnahmen aus den Jahren von 1984 bis 1990 im Nicolai Verlag. Das Buch erschien in drei Auflagen auch in englischer und französischer Übersetzung. 1991 erhielt er den Wettbewerbspreis für ein Denkmal Mahnen und Gedenken im Bayerischen Viertel in Berlin-Schöneberg. 2013 erschien Waldenburgs zweiter Fotoband, Mauerkunst. Graffiti und Objektkunst in Berlin 1989 bis 1994, ebenfalls im Nicolai Verlag. Hermann Waldenburg ist seit 1967 verheiratet, hat zwei Kinder, und lebt in Berlin.

## Werk

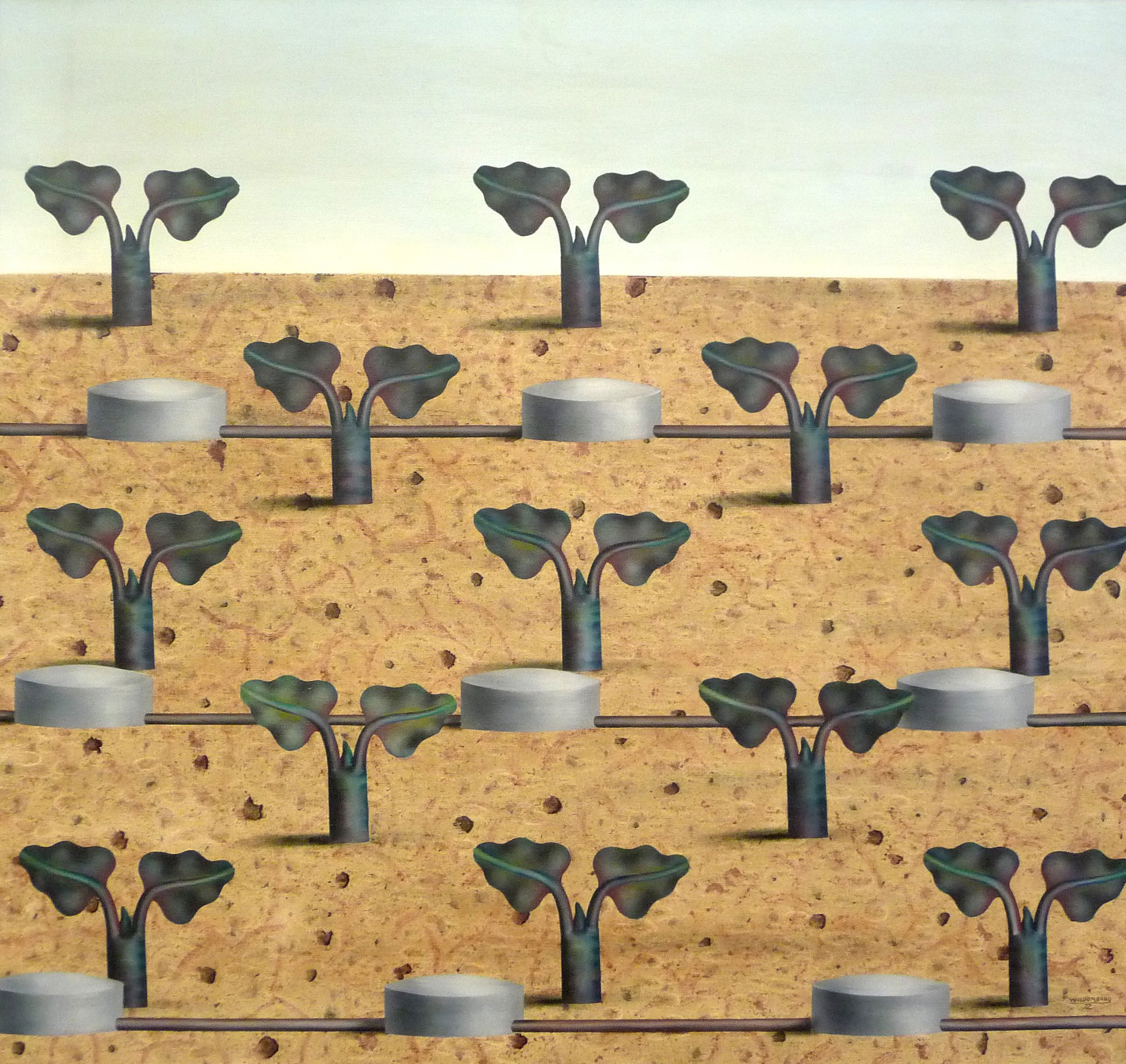
Wassertanks, 1972

In seinem Frühwerk bringt Waldenburg die Qual der Kreatur unmittelbar zum Ausdruck durch die Darstellung von Tierrümpfen und Enthäutetem wie in den Gemälden Tierversuch, Tempera und Öl auf Leinen, 115 × 110 cm von 1967 oder Hühneraufzucht II, Tempera und Öl auf Leinen, 100 × 80 cm von 1968. In diesen Arbeiten setzt der Maler seine Motive häufig einzeln oder paarweise vor monochrome Flächen. Ab Ende der 1960er Jahre wendet sich Waldenburg hin zur Darstellung von seriell angeordneten Pflanzen und Schilderungen von plantageartigen Feldern. Die dargestellten Gegenstände werden stilisiert und zur beinahe völligen Gleichförmigkeit reduziert, erinnern an Musterhaftes wie im Gemälde Plantage mit Wasserleitungen, Öl auf Leinen, 75 × 100 cm von 1973. Im Gegensatz zu den flächigen Schilderungen der Landschaften, die häufig durch einen Horizont begrenzt werden, entwickeln die Gegenstände eine hohe Plastizität. Wenig später kommen Aneinanderreihungen von Styroporbrocken, Lochblechen oder architektonischen Elementen hinzu, gelegentlich in Kombination mit stilisierten Kameras und Mikrophonen. Die durch Maschinen hergestellten Nahrungsobjekte oder Konsumartikel wie Pappschalen mit Ketchupresten verwendet der Künstler zur Bewusstmachung der Verformung und industriellen Ausbeutung der Natur durch den Menschen. Gleichzeitig reflektieren die Werke auch den zunehmenden Konformismus der Gesellschaft.
Eine bekannte Arbeit Waldenburgs als Designer ist der Schleudersitz von 1984/85, ein Stuhl aus grauem Kunstleder auf Sprungfedern, der auf ein Aluminiumblech montiert ist.

## Einzelausstellungen als Bildender Künstler (Auswahl)
Eine Auflistung der Ausstellungen als Bildender Künstler und als Designer ist im Ausstellungskatalog Vertrauen ins Bild. 20 Jahre Studio Jaeschke, hrsg. von Museum Bochum, Kulturabteilung Bayer AG, Stadtgalerie Kiel, Bochum 1990, ISBN 3-8093-153-1, auf S. 110 enthalten.

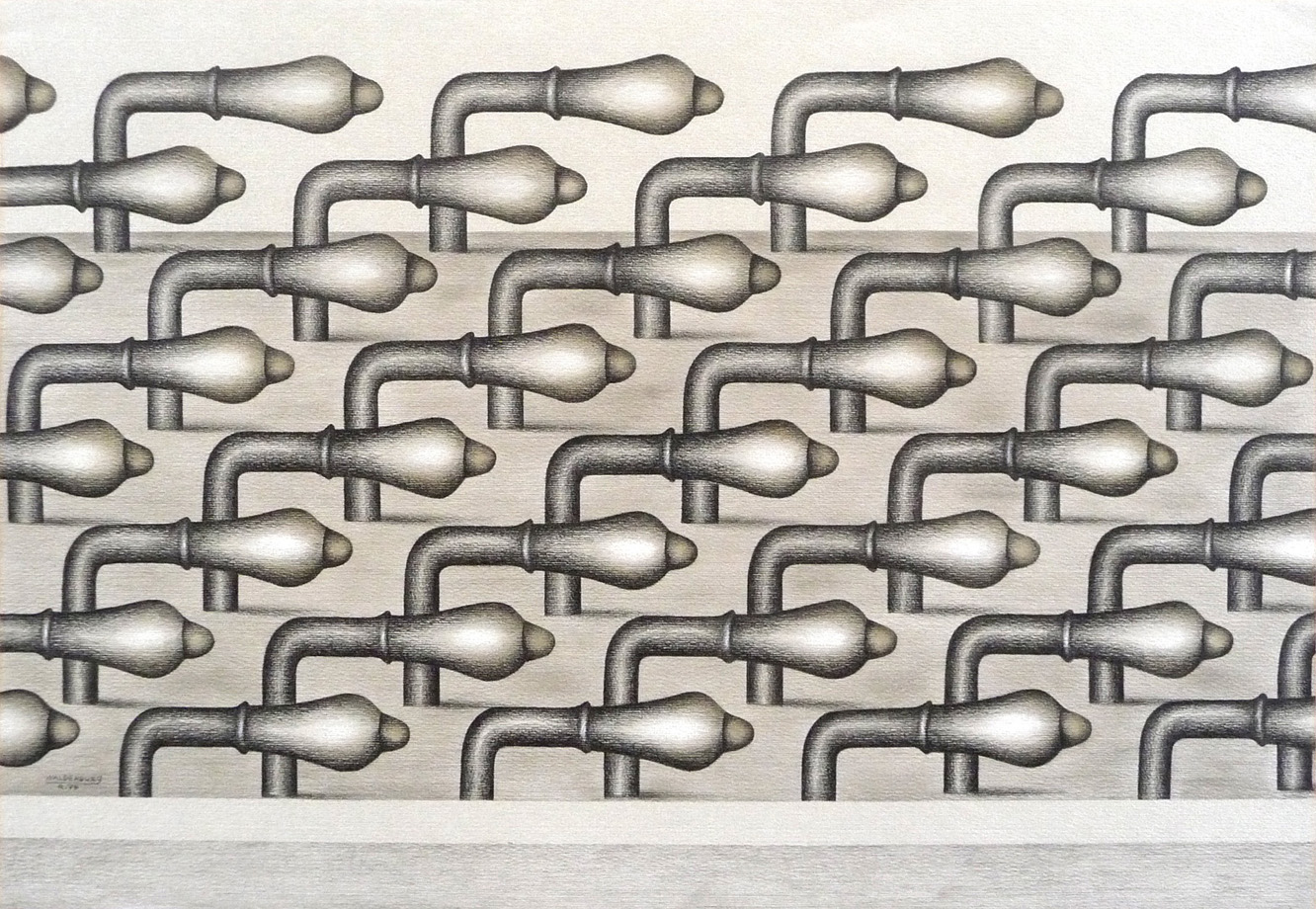
Noch nicht reif, 1974

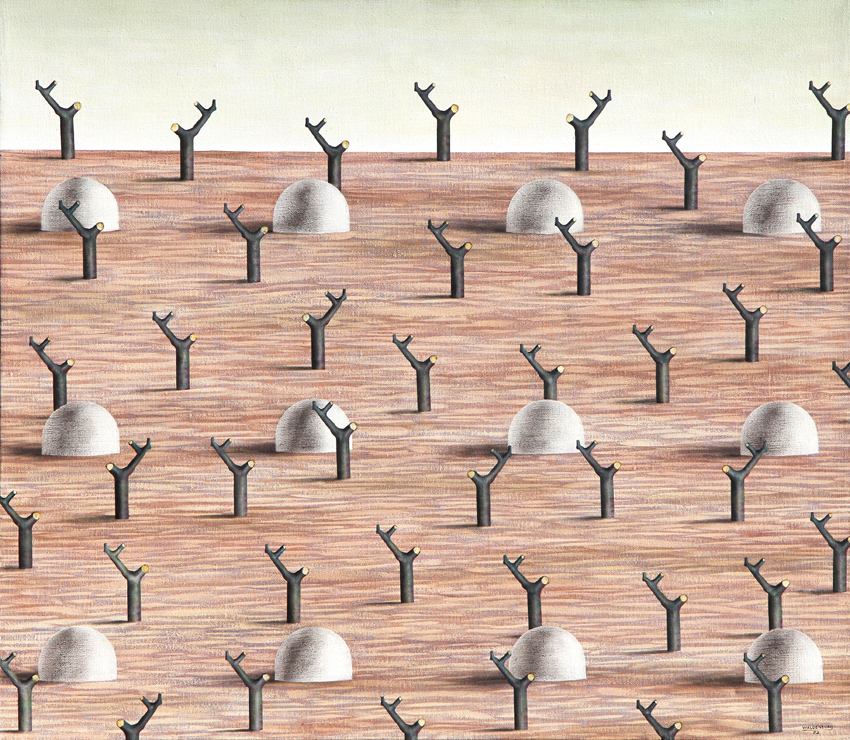
Der ehemalige Kirschgarten, 1972

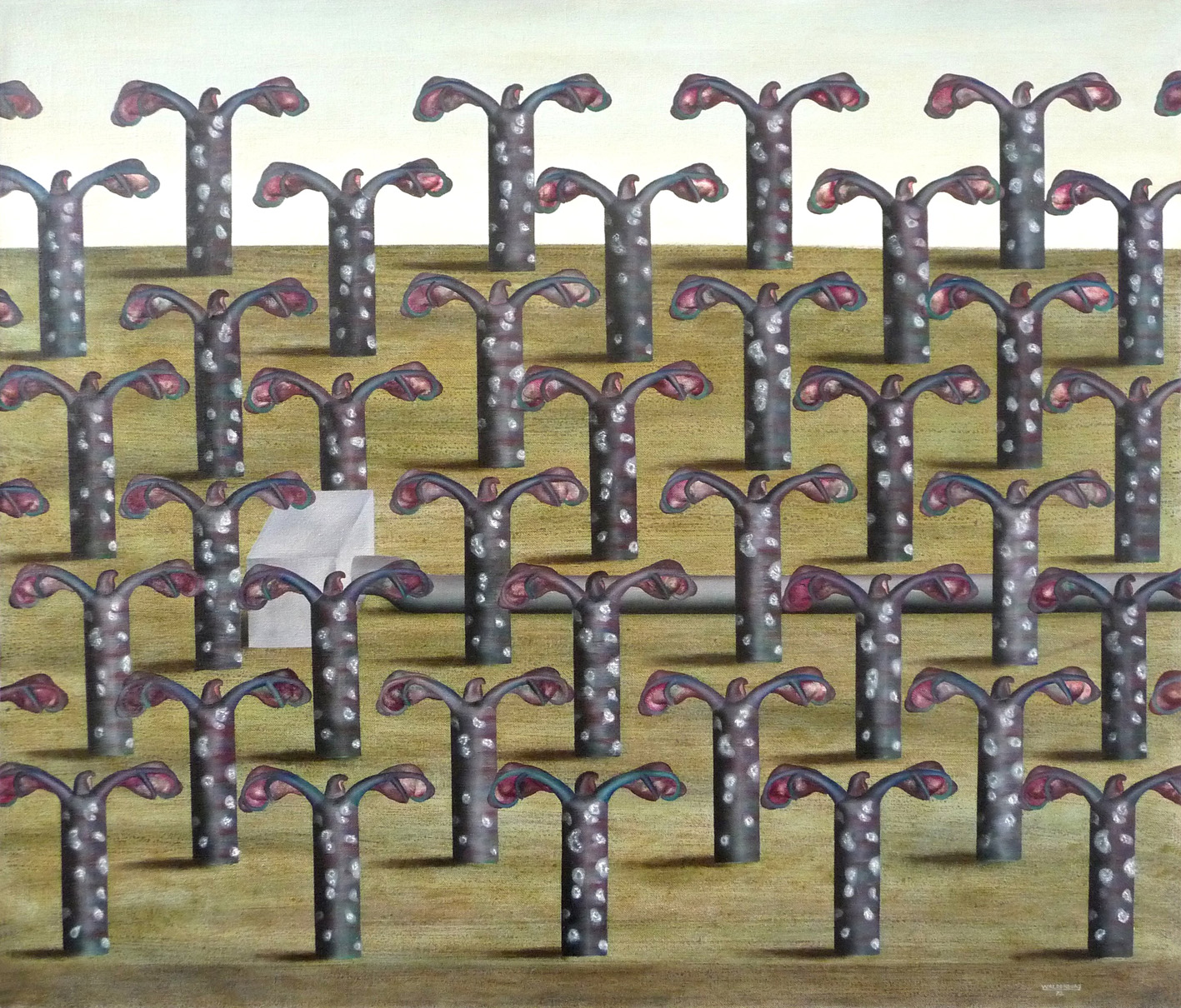
Schimmelbefall, 1972

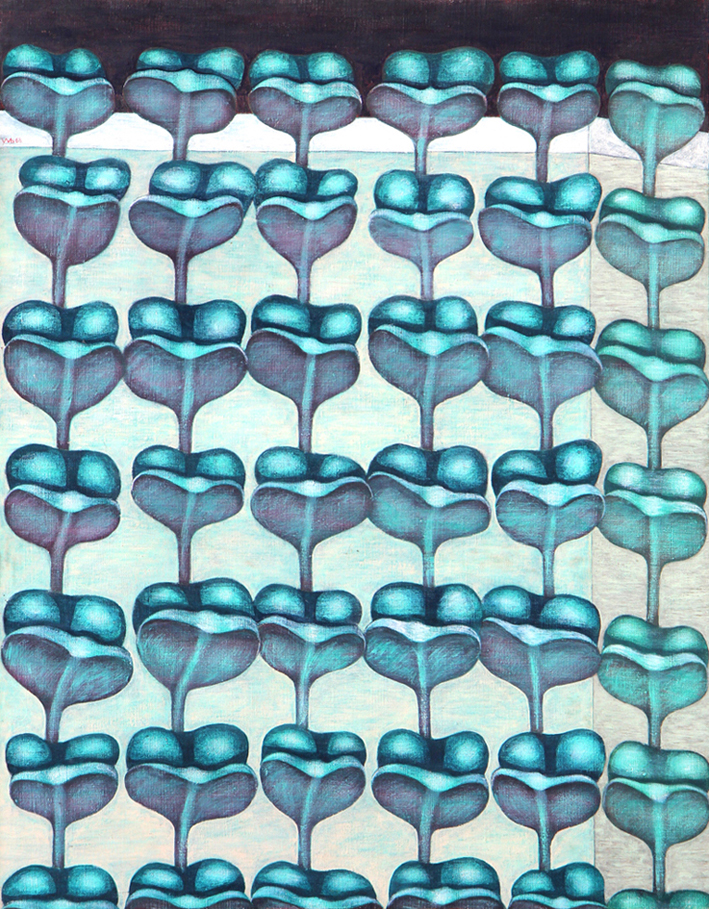
Pflanzengitter, 1968

- 1967: Hermann Waldenburg. Sonderschau Große Berliner Kunstausstellung
- 1969: Hermann Waldenburg, Galerie Rutzmoser, München
- 1970: Hermann Waldenburg, Galerie Egam, Madrid
- 1971: Hermann Waldenburg, Goethe-Institut Verona, Rom, Bologna
- 1971: Hermann Waldenburg, Neuer Berliner Kunstverein, Berlin
- 1971: Hermann Waldenburg, Studio Jaeschke, Bochum
- 1971: Neue Nationalgalerie, Berlin (mit Klaus Fußmann und Arnulf Hoffmann)
- 1972: Hermann Waldenburg, Goethe-Institut New York, Neapel
- 1973: Hermann Waldenburg, Busch-Reisinger Museum, Harvard University Cambridge
- 1973: Waldenburg, Galerie Gabriele von Loeper, Hamburg
- 1974: Hermann Waldenburg, Studio Jaeschke, Bochum
- 1974: Hermann Waldenburg, Galerie APEX, Stuttgart
- 1975: Waldenburg, Galerie Gabriele von Loeper, Hamburg
- 1977: Hermann WaldenburgKneiding Kunsthandel, München
- 1979: Hermann Waldenburg. Gemälde 1968–1978, Märkisches Museum, Witten
- 1980: Hermann Waldenburg, Instituto Aleman, Madrid
- 1981: Hermann Waldenburg. Bilder 1961–1981, Haus am Waldsee, Berlin
- 1982: Waldenburg, Studio Jaeschke, Bochum
- 1983: Hermann Waldenburg, Galerie Hella Nebelung, Düsseldorf
- 1984: Waldenburg, Gustav-Lübcke-Museum, Hamm
- 2003: Hermann Waldenburg, Galerie MZ, Augsburg
- 2014: Hermann Waldenburg. Fotos der Berliner Mauer, Galerie MZ, Augsburg
- 2015: Arte en el Muro. Graffitis y objetos de arte en Berlín. Fotografías de Hermann Waldenburg, Centro Joaquín Roncal, Saragossa

## Gruppenausstellungen als Bildender Künstler (Auswahl)
- 1968: Große Münchener Kunstausstellung
- 1969: Kunstpreis junger westen 1969, Kunsthalle, Recklinghausen
- 1971: Dokumentation, Galerie Potsdamer, Berlin
- 1971: Landschaft, Landschaft, Kunstverein Celle
- 1972: Goethe-Institut, Teheran
- 1972: Museum San José, Costa Rica
- 1972: Kunstverein, Hannover
- 1973: Museum, Bochum
- 1974: Goethe Museum, Rom
- 1974: Landschaft. Gegenpol oder Fluchtraum, Städtisches Museum Leverkusen, Schloss Morsbroich und Haus am Waldsee, Berlin
- 1975: Grafik der Gegenwart 1960–75, Kupferstichkabinett, Berlin
- 1975: Zeitgenössische Deutsche Grafik, Museum Tel-Aviv
- 1976: Freunde danken Werner Haftmann, Nationalgalerie, Berlin
- 1977: Künstler drucken, Internationale Buchausstellung, Leipzig
- 1978: Italienbilder, Villa Massimo, Rom
- 1978: Standpunkte zur Realität. 7 Berliner Künstler, Neue Residenz, Bamberg
- 1979: Neue Sezession, Darmstadt
- 1980: 30 Jahre BBK, Staatliche Kunsthalle, Berlin
- 1980: Standpunkte zur Realität, Saarlandmuseum, Saarbrücken
- 1981: Standpunkte zur Realität, Gustav Lübcke Museum, Hamm
- 1981: Kunstverein, Augsburg
- 1981: Museum der Stadt Krakau
- 1981: Bilder für den Bund, Kunsthalle, Bonn
- 1992: Mahnen und Gedenken im Bayerischen Viertel (2), Haus am Kleistpark, Berlin
- 2011: Bildvertrauen. Studio Jaeschke Ausblick-Rückblick, Kunstmuseum, Bochum
- 2012: Aufbruch Realismus. Die neue Wirklichkeit im Bild nach ’68, Kunsthalle Vogelmann, Heilbronn
- 2017: Let’s buy it, Ludwig Galerie Schloss Oberhausen

## Ausstellungen als Designer (Auswahl)

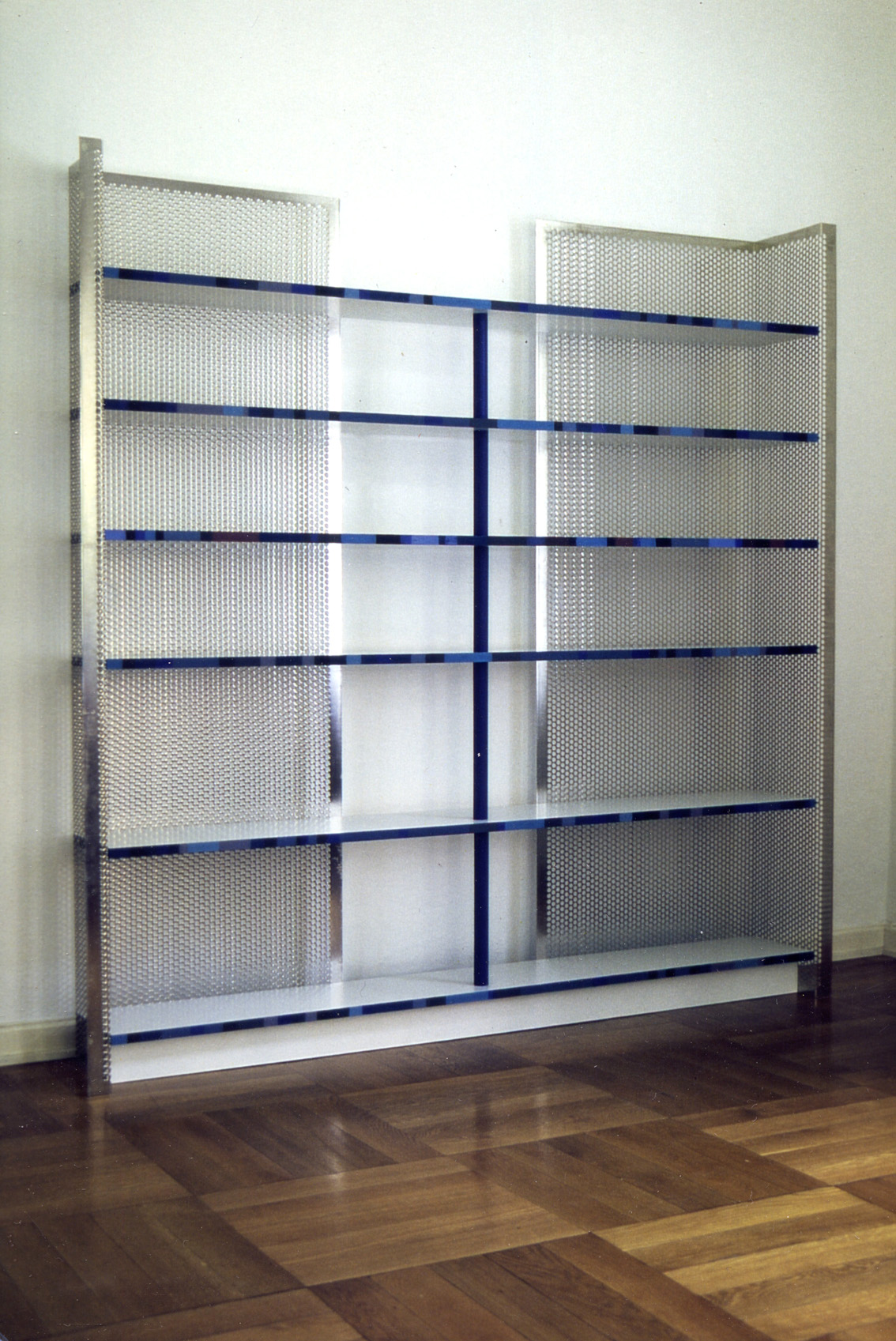
Regal, 1985

- 1985: strand, Design-Galerie, München
- 1985: Möbel Perdu, Design-Galerie, Hamburg
- 1986: Gefühlscollagen. Wohnen von Sinnen, Kunstmuseum Düsseldorf
- 1986: prototypen, Kunststichting, Rotterdam
- 1986: prototypen, Groninger Museum
- 1986: Erkundungen. Nutz-Kunst-Lust, Design Kongress, Stuttgart
- 1986: Design-Galerie Weinand, Berlin
- 1987: Arte e Design, 19. Biennale São Paulo
- 1987: Extra (Schmuck), Design-Galerie, Augsburg
- 1987: Avantgarde aus Berlin (Schmuck), Goethe-Institut, Rotterdam
- 1987: Möbel als Kunstobjekt, Künstlerwerkstatt Lothringer Straße, München
- 1987: Berlin, Berlin. 750 Jahre Berlin, Martin-Gropius-Bau, Berlin
- 1988: Berliner Fenster, Kunstgewerbemuseum Berlin
- 1988: Sonderausstellung Deutscher Künstlerbund, Neue Staatsgalerie, Stuttgart
- 1988: Berliner Zimmer, Design-Galerie, Berlin
- 1988: Berliner Wege. Prototypen der Designwerkstatt, Kaufhaus Wertheim, Berlin
- 1989: Prototypen der Designwerkstatt, Rotterdam und Appeldoorn
- 1989: Sonderschau Berliner Zimmer, Möbelmesse, Köln
- 1989: Hermann Waldenburg, Villa Clementine, Wiesbaden
- 1990: Auswahl Prototypen der Designwerkstatt, Bern
- 1991: Hermann Waldenburg, Kontraforma Artspace, Berlin
- 1991: designord, Designermesse Ganderkesee, Bremen
- 2010: Hermann Waldenburg. Neues deutsches Design 1980 bis 1990, Depot 29, Augsburg

## Arbeiten in öffentlichen Sammlungen
- Sammlung der Bundesrepublik Deutschland[6]
- Nationalgalerie, Berlin
- Kunsthalle Bremen
- Städtisches Museum Göttingen
- Neuer Berliner Kunstverein, Berlin[7]
- Märkisches Museum, Witten
- Museum Pfalzgalerie Kaiserslautern
- Staatliche Museen zu Berlin-Kupferstichkabinett
- Stadt Hannover
- Grafische Sammlung, Museum der bildenden Künste, Leipzig
- Museum Bochum

## Herausgeberschaft
- Hermann Waldenburg, Berliner Mauerbilder. Nicolaische Verlagsbuchhandlung, Berlin 1990, ISBN 3-87584-309-6.
- Hermann Waldenburg, Mauerkunst. Graffiti und Objektkunst in Berlin 1989 bis 1994, Nicolai Verlag, Berlin 2013, ISBN 978-3-89479-785-0.

## Monografien
- Hermann Waldenburg. Gemälde der Jahre 1968–1971. Berliner Künstler der Gegenwart, Heft 2. Neuer Berliner Kunstverein, Berlin 1971.
- H. Waldenburg. Ausstellungskatalog. Edition Herzog, Berlin 1971.
- Waldenburg. Ausstellungskatalog, mit einem Text von Helmut Jaeschke. Galerie von Loeper, Hamburg 1974.
- Waldenburg. Studio Jaeschke, Bochum 1974. Teil der Dokumentation 1973/1974 Deutsche Akademie Villa Massimo, Rom 1974.
- Hermann Waldenburg. Werkverzeichnis der Gemälde 1968–1978. Hrsg. von Wolfgang Zemter, Märkisches Museum, Witten 1979, ISBN 3-920611-06-3.
- Waldenburg. April-Mai 1980. Ausstellungskatalog. Galerie Hella Nebelung im Ratinger Tor, Düsseldorf 1980.
- Hermann Waldenburg. Bilder 1961–1981. Hrsg. von Thomas Kempas. Mit einem Text von Jürgen Hoffmann, Haus am Waldsee, Berlin 1981.
- Hermann Waldenburg. Ausstellungskatalog. Galerie Hella Nebelung im Ratinger Tor, Düsseldorf 1983.
- Waldenburg. Leporello zur Ausstellung im Gustav-Lübcke-Museum, Hamm 1985.

## Sammelpublikationen (Auswahl)
- Heinz Ohff: Kunst in Berlin 1945 bis heute. Belser-Verlag, Stuttgart, Berlin, Zürich 1969.
- Hermann Waldenburg. In: Galerie Potsdamer Berlin. Ausstellungskatalog. Berlin 1970, ohne Seitenangabe.
- Klaus Fußmann, Malerei: Arnulf Hoffmann, Objekte. Hermann Waldenburg, Grafik: Ausstellung 16. Nov. 71–10. Jan. 72.  Verlag der Nationalgalerie, Staatliche Museen Preussischer Kulturbesitz, Berlin 1971.
- Helmut Jaeschke: Landschaft-Räume-Umwelt. In: Neue Kunst im Alten Bauernhaus. Verlag Laupenmühlen und Dierichs, Bochum 1972.
- Helmut Jaeschke: Uniformität des Wachstums bei Hermann Waldenburg. In: Die Misere des Einzelnen. Deutsches Ärzteblatt, Nr. 46, 1972.
- 130. Frühjahrsausstellung. Natur in Abbild und Vorstellung, Kunstverein Hannover, Hannover 1972, Abb. 86 und 87.
- Peter Spielmann: Landschaft-Räume-Umwelt. Ausstellungskatalog. Museum Bochum, 1973.
- Juliane Roh: Druckgrafik. In: Deutsche Kunst seit 1960. Verlag Bruckmann, München 1974.
- A. R. Schreiber: Interview mit Hermann Waldenburg. In: APEX Interview. Nr. 9. Galerie APEX, Göttingen 1974.
- Helmut Jaeschke: Verlust des Menschenbildes. Deutsches Ärzteblatt, Nr. 42, 1974.
- Landschaft-Gegenpol oder Fluchtraum?. Städtisches Museum Leverkusen, Haus am Waldsee, Berlin 1974, S. 62,63, 104.
- Neue Landschaften bis 1975, Galerie von Loeper, Hamburg 1975.
- Heinz Ohff: Standpunkte zur Realität. Sieben Berliner Künstler, Ausstellungskatalog. Kunstamt Schöneberg, Berlin, Stadt Bamberg 1978, ohne Seitenangabe.
- Kunst für den Bund. Erwerbungen seit 1970, hrsg. vom Bundesministerium des Innern. Bonn 1982, S. 144.
- Mensch und Landschaft in der zeitgenössischen Malerei und Grafik, hrsg. vom Ministerium für Kultur der UdSSR, Deutsche Bank AG und Kunstverein für die Rheinlande und Westfalen, Düsseldorf 1983, S. 32, 33.
- Transit. Berliner Künstler in Düsseldorfer Galerien, hrsg. vom Senat für Kulturelle Angelegenheiten, Berlin, und der Stadt Düsseldorf, 1983, S. 49–56.
- Ich sehe aus dem Fenster und male das. Bilder von unbekannten Laienkünstlern. Aus den Kunstsammlungen von Klaus Fußmann, Felicitas und Konstantin Pallat, Hermann Waldenburg. Ausstellungskatalog. Kunstamt Kreuzberg, Berlin 1984.
- Kunst heute. Künstler sehen Augsburg. Kunstverein Augsburg, Augsburg 1985, ohne Seitenangabe.
- Christian Borngräber: Trennende Gemeinsamkeiten. In: Kunstforum international, Band 82, Dez. 85 – Febr. 86, S. 68, 69.
- Wahnzimmer. Neue Möbel. In: Stern Magazin, Nr. 27, 26. Juni 1986, S. 40, 41.
- Hermann Waldenburg. In: Gefühlscollagen. Wohnen von Sinnen. DuMont Buchverlag, Köln 1986, S. 276, 310, ISBN 3-7701-1928-2.
- Prototypen. Avantgarde Design aus Berlin. Uitgeverij 010 Verlag, Rotterdam 1986, ohne Seitenangabe.
- The New Furniture. Trends + Traditions. Thames & Hudson, London 1987.
- Annual of Furniture Designers / 1. European Masters. Band 2. Ediciones Atrium, Barcelona 1987, S. 518, 519.
- Christian Borngräber (Hrsg.): Prototypen der Designwerkstatt. Wilhelm Ernst & Sohn Verlag für Architektur, Berlin 1988, S. 134–142, ISBN 3-433-02283-6.
- Christian Borngräber: Rezeptionsästhetik der beweglichen Güter. In: Kunstforum international, Band 99, März/April 1989, S. 160–162.
- Annual of Furniture Designers 2. European Masters. Ediciones Atrium, Barcelona 1989, S. 518, 519.
- W.IN.D. World of Interior Design, No. 7, Spring 1989, Tokyo 1989, S. 75.
- FP. Ambiente International Inc., No. 31, Gakken Co. Ltd., Tokyo 1990, S. 34, 35.
- Vertrauen ins Bild 20 Jahre Studio Jaeschke. Museum Bochum, Bochum 1990, S. 110–113.
- Industrial Design 10. European Masters / 3. Ediciones Atrium, Barcelona 1991, S. 243.
- Sabine Sabor: Ökologische Perspektiven in der westdeutschen Kunst nach 1945. projekt verlag, Bochum 1998, S. 56–61, 301–303.
- Bildvertrauen. Studio Jaeschke. Ausblick-Rückblick. Hrsg. von Hans Günter Golinski, Studio Jaeschke. Museum Bochum, Bochum 2011, S. 116–122, ISBN 978-3-8093-0274-2.
- Markus Lörz: Synthetische Realismen. Konstruktion und Erfindung in der Neuen Gegenständlichkeit. In: Aufbruch Realismus. Die neue Wirklichkeit im Bild nach ´68. Städtische Museen Heilbronn. Kerber Verlag, Bielefeld 2012, ISBN 978-3-86678-686-8, S. 116–117.
- Der Junge und der Unbekannte. Hann Trier zum 100. Geburtstag. Hrsg. vom LVR-LandesMuseum Bonn und Museum Ratingen. Verlag Kettler, Dortmund 2015, S. 115, 116, ISBN 978-3-926538-29-1.
- Let’s buy it! Kunst und Einkauf. Von Albrecht Dürer über Andy Warhol bis Gerhard Richter. Katalog zur gleichnamigen Ausstellung in der Ludwig Galerie Schloss Oberhausen. Hrsg. von Christine Vogt. Mit Beiträgen von Christin Lahr und Christine Vogt. Kerber Verlag, Bielefeld 2017, ISBN 978-3-7356-0320-3.